# بازیل اسپنس
 بازیل اسپنس (انگلیسی: Basil Spence؛ ۱۳ اوت ۱۹۰۷ – ۱۹ نوامبر ۱۹۷۶) یک معمار اهل بریتانیا بود.